# 龍蒿
龍蒿（学名：Artemisia dracunculus）又稱香艾菊、狭叶青蒿、蛇蒿、椒蒿、青蒿、他拉根香草，菊科多年生草本植物，原產於西伯利亞和西亞。阿拉伯人統治西班牙時期，才引入歐洲。中文圈裡，俗誤稱為茵陳蒿。

## 品種
經人工栽培後，法國龍蒿味道较为浓烈，用作烹调香草。龍蒿在法國被称为“四香草”之一。俄國龍蒿则气味较为缓和，通常用于沙拉。在春季其鲜嫩的茎叶可以直接当做蔬菜食用。在高加索地区，俄国龍蒿可用来制作碳酸饮料塔尔洪。